# Rumbleaster eructans
Rumbleaster eructans är en sjöstjärneart som beskrevs av McKnight 2006. Rumbleaster eructans ingår i släktet Rumbleaster och familjen trollsjöstjärnor. Inga underarter finns listade i Catalogue of Life.